# Ли Кан-ин
Ли Кан-ин (на корейски: 이강인) е южнокорейски футболист, играещ като полузащитник за френския Пари Сен Жермен. Участник в Купата на Азия 2023, като отбелязва три гола (два срещу Бахрейн при победата с 3:1 и един срещу Малайзия при равенството 3:3.

## Успехи
Валенсия
- Купа на краля: 2018/19

Пари Сен Жермен
- Лига 1: 2023/24, 2024/25
- Купа на Франция: 2023/24, 2024/25
- Суперкупа на Франция: 2023, 2024
- Шампионска лига: 2024/25
- Суперкупа на УЕФА: 2025

Южна Корея до 23 г.
- Азиатски игри: 2022